# Liste des édifices labellisés « Patrimoine du XXe siècle » de la Gironde
Cet article recense les monuments historiques protégé au titre du Patrimoine du XXe siècle du département de la Gironde, en France.

## Statistiques
Au 31 décembre 2010, la Gironde comptent 16 immeubles protégés du patrimoine du XXe siècle.

## Liste
| Monument                                                                      | Commune         | Adresse                                     | Coordonnées                        | Notice         | Protection | Date | Illustration                            |
| ----------------------------------------------------------------------------- | --------------- | ------------------------------------------- | ---------------------------------- | -------------- | ---------- | ---- | --------------------------------------- |
| Maison dite Villa Kypris                                                      | Arcachon        | 2 avenue Saint-François-Xavier              | 44° 38′ 27″ nord, 1° 12′ 13″ ouest | « EA33000015 » |            |      | Image manquante Téléverser              |
| Monument aux morts de la guerre 14-18                                         | Arcachon        |                                             | 44° 39′ 29″ nord, 1° 09′ 41″ ouest | « PA33000183 » | Inscrit    | 2015 | Monument aux morts de la guerre 14-18   |
| Caserne des pompiers de la Benauge                                            | Bordeaux        | 7 quai Deschamps                            | 44° 50′ 21″ nord, 0° 33′ 34″ ouest | « EA33000007 » |            |      | Caserne des pompiers de la Benauge      |
| Centre de tri postal                                                          | Bordeaux        | 2 bis rue Charles-Domercq                   | 44° 49′ 45″ nord, 0° 33′ 19″ ouest | « EA33000002 » |            |      | Centre de tri postal                    |
| Collège Francisco-Goya                                                        | Bordeaux        | 56 rue du Commandant-Arnould                | 44° 50′ 04″ nord, 0° 34′ 37″ ouest | « EA33000004 » |            |      | Image manquante Téléverser              |
| École nationale de la magistrature                                            | Bordeaux        | 9 rue du Maréchal-Joffre                    | 44° 50′ 28″ nord, 0° 37′ 15″ ouest | « EA33000009 » |            |      | École nationale de la magistrature      |
| Établissement Calvet                                                          | Bordeaux        | 75 cours du Médoc                           | 44° 53′ 21″ nord, 0° 40′ 27″ ouest | « EA33000010 » |            |      | Image manquante Téléverser              |
| Garderie d'enfants dite crèche et bains douches, actuellement salle des fêtes | Bordeaux        | place Adolphe-Buscaillet                    | 44° 52′ 13″ nord, 0° 33′ 00″ ouest | « EA33000005 » |            |      | Image manquante Téléverser              |
| Maison agence Ferret                                                          | Bordeaux        | 80 avenue Carnot                            | 44° 51′ 08″ nord, 0° 35′ 58″ ouest | « EA33000001 » |            |      | Image manquante Téléverser              |
| Monument aux Morts de la guerre 14-18                                         | Bordeaux        | 75 Rue Courpon                              | 44° 50′ 15″ nord, 0° 35′ 22″ ouest | « PA33000184 » | Inscrit    | 2015 | Image manquante Téléverser              |
| Salle des fêtes du Grand Parc                                                 | Bordeaux        | 39 cours de Luze                            | 44° 51′ 23″ nord, 0° 34′ 43″ ouest | « EA33000008 » |            |      | Image manquante Téléverser              |
| Stade Jacques-Chaban-Delmas                                                   | Bordeaux        | place Johnston                              | 44° 49′ 44″ nord, 0° 35′ 54″ ouest | « EA33000006 » |            |      | Stade Jacques-Chaban-Delmas             |
| Théâtre La Pergola                                                            | Bordeaux        | rue Fernand-Cazeres                         | 44° 51′ 05″ nord, 0° 36′ 57″ ouest | « EA33000003 » |            |      | Image manquante Téléverser              |
| Tribunal de grande instance de Bordeaux                                       | Bordeaux        | 30 rue des Frères-Bonie                     | 44° 50′ 12″ nord, 0° 34′ 49″ ouest | « EA33000011 » |            |      | Tribunal de grande instance de Bordeaux |
| Hôtel Saint-James                                                             | Bouliac         | 3 place Camille-Hostein                     | 44° 48′ 52″ nord, 0° 30′ 15″ ouest | « EA33000012 » |            |      | Image manquante Téléverser              |
| Maison Jacques Salier                                                         | Latresne        | 10 chemin de Sonney, Fauquier               | 44° 47′ 45″ nord, 0° 28′ 54″ ouest | « EA33000013 » |            |      | Image manquante Téléverser              |
| Maison Février                                                                | Lège-Cap-Ferret |                                             | à géolocaliser                     | « PA33000208 » | Inscrit    | 2017 | Image manquante Téléverser              |
| Village de vacances dit Tétrodon du VVF Claouey                               | Lège-Cap-Ferret | avenue Edouard-Branly                       | 44° 45′ 09″ nord, 1° 11′ 10″ ouest | « EA33000016 » |            |      | Image manquante Téléverser              |
| Usine de produits pharmaceutiques des laboratoires Sarget S.A.                | Mérignac        | avenue du Président-John-Fitzgerald-Kennedy | 44° 50′ 01″ nord, 0° 39′ 57″ ouest | « EA33000014 » |            |      | Image manquante Téléverser              |
| Cité Frugès                                                                   | Pessac          |                                             | 44° 47′ 56″ nord, 0° 38′ 52″ ouest |                |            |      | Cité Frugès                             |
| Monument aux morts                                                            | Pessac          | Esplanade Charles-de-Gaulle                 | 44° 48′ 20″ nord, 0° 37′ 51″ ouest | « PA33000190 » | Inscrit    | 2015 | Monument aux morts                      |
| Monument aux morts                                                            | Le Teich        |                                             | 44° 38′ 09″ nord, 1° 01′ 19″ ouest | « PA33000198 » | Inscrit    | 2015 | Monument aux morts                      |